# Boeing/Sikorsky RAH-66 Comanche
RAH-66 Comanche, produkt dveh korporacij Sikorsky Aircraft Corporation in Boeing Integrated Defense Systems, je izvidniško-jurišni helikopter, ki naj bi zamenjal OH-58 in AH-1 v oboroženih silah ZDA, a je bilo naročilo preklicano.

## Zgodovina
Oborožene sile Združenih držav Amerike so v 80. letih 20. stoletja razpisale natečaj za nov izvidniško-jurišni helikopter, ki bi zamenjal OH-58 in AH-1. Štirje največji konkurenti so se združili v dve moštvi: Boeing in Sikorsky ter McDonnell Douglas in Bell. Zmagala je prva naveza z helikopterjem LHX, ki je bil nato preimenovan v RAH-66 Comanche.
Maja 1995 je bil izdelan prvi prototip, decembra istega leta pa je opravil prvi polet. Kopenska vojska Združenih držav Amerike je nato dobila osem takih plovil za testiranje. Toda 23. februarja 2004 je KOV ZDA sporočila, da preklicuje svoje naročilo skoraj 1.300 helikopterjev, saj so se odločili za uporabo brezpilotnih letal, ki so se izkazala v vojni proti terorizmu v Afganistanu in Iraku.
Za ta propadli projekt so porabili dobrih 8.5 milijard ameriških dolarjev.

## Zasnova
RAH-66 je namensko grajeni oboroženi izvidniški helikopter, ki je manjši, lažji in hitrejši kot AH-64. Stopničasta pilotska kabina (pilot in navigator sedita drug za drugim) ni toliko okrepljena kot druge helikopterske topnjače, saj so konstruktorji večino svojega časa namenili razvoju maneverskih zmogljivosti in konstrukciji stealth iz kompozitnih materialov.
Zaradi zelo napredne elektronske opreme lahko helikopter deluje ponoči ali v zelo slabem vremenu.

## Uporabniki
Trenutni edini uporabnik je KOV ZDA, ki ima 11 teh helikopterjev (od tega sta dva prototipna).